# Jaime Bergman
Jaime Bergman Boreanaz (Salt Lake City, 23 de setembro de 1975) é uma atriz e modelo norte-americana. Foi Playmate da revista Playboy em janeiro de 1999.
Casou-se com David Boreanaz, estrela do seriado americano Angel, em 24 de novembro de 2001. Eles tem 2 filhos: Jaden Rayne Boreanaz (1 de maio de 2002) e Bardot Vita Boreanaz (31 de agosto de 2009). Acrescentou o Boreanaz ao seu nome nos dias dos namorados de 2013 como um presente para seu marido e filhos.